# سروش رضایی
سروش رضایی (زادهٔ ۱۳۶۱) پویانما و صدا پیشه ایرانی است. او خالق پویانمایی‌های رایانه‌ای کوتاه طنز به نام سوریلند است.

## تحصیلات
رضایی ابتدا در رشتهٔ مهندسی برق تحصیل کرد و پس از دریافت مدرک مهندسی، به خواندن رشتهٔ روان‌شناسی تا مقطع کارشناسی ارشد در دانشگاه علامه طباطبائی روی آورد.

## کنش‌ها
از شناخته‌شده‌ترین ویدئوهای او ویدئوی «گدایان پست مدرن بایگانی‌شده  در ۳ اوت ۲۰۲۰ توسط Wayback Machine» با عبارت «چندتا لایک داره» است که در همشهری جوان قسمت هشتم سری نخست برنامه پولتیک با اجرای کامبیز حسینی به نمایش گذاشته شد.
سروش رضایی همچنین پویانمایی‌هایی را برای بازی ایران-آرژانتین بایگانی‌شده  در ۲۱ ژوئیه ۲۰۱۷ توسط Wayback Machine در جام جهانی فوتبال ۲۰۱۴ ساخت. همچنین پویانمایی‌های طنز «مرتاض خسته بایگانی‌شده  در ۲۴ مه ۲۰۱۷ توسط Wayback Machine» و «کمپین آب یخ» و «!? A L S".
از دیگر کارهای او می‌توان به ویدئوی «دهن بازها بایگانی‌شده  در ۳ اوت ۲۰۲۰ توسط Wayback Machine» اشاره کرد که دارای محتوایی بشر دوستانه است.
در جریان کامنت‌های برخی فارسی زبانان در فیس‌بوک (احتمالاً هم‌زمان با ماجرای صفحه لیونل مسی) و البته سرعت اینترنت و نایاب شدن فیلترشکن در دوره زمانی خاص، او ویدئویی را با عنوان «اسطوره‌های مقاومت بایگانی‌شده  در ۷ فوریه ۲۰۲۰ توسط Wayback Machine» نیز ارائه کرد.
همچنین سروش رضایی با همکاری علیرضا عبدالمحمدی، مجموعه پویانمایی طنزی برای آموزش ادبیات فارسی ساخت که محبوبیت بسیار زیادی پیدا کرد. این مجموعه با نام «آموزش ادبیات بایگانی‌شده  در ۲۱ مه ۲۰۱۷ توسط Wayback Machine» منتشر شد و در هر قسمت یکی از بزرگان تاریخ ادبیات فارسی مهمان بود.
از دیگر کارهای او، می‌توان به پویانمایی چمدان به کارگردانی فرهاد آئیش اشاره کرد.

## جوایز
فیلم کوتاه خون سهراب از مجموعه «رستم در سرزمین عجایب» با همکاری سروش رضایی و پویا افشار برنده جایزه جشنواره فیلم کوتاه بنیاد فرهنگ شد.